# István Tóth
István Tóth (født 6. september 1963 i Ungarn – maj 2011) har hævdet at være verdens mindste mand på 65 centimeter og han vejer 22 kilo..
Han hævder at være bekræftet af Guinness World Records. István Tóth døde i Maj 2011 48 år gammel.